# Wspólnota administracyjna Kandern
Wspólnota administracyjna Kandern – wspólnota administracyjna (niem. Vereinbarte Verwaltungsgemeinschaft) w Niemczech, w kraju związkowym Badenia-Wirtembergia, w rejencji Fryburg, w regionie Hochrhein-Bodensee, w powiecie Lörrach. Siedziba wspólnoty znajduje się w mieście Kandern, przewodniczącym jej jest Bernhard Winterhalten.
Wspólnota zrzesza jedno miasto i jedną gminę:
- Kandern, miasto, 8103 mieszkańców, 62,27 km²
- Malsburg-Marzell, 1507 mieszkańców, 24,92 km².